# Crotalus atrox
Rắn đuôi chuông lưng kim cương Tây Mỹ (tên gọi tiếng Anh: Western diamondback rattlesnake, danh pháp hai phần: Crotalus atrox) là một loài rắn trong họ Rắn lục. Loài này được Baird & Girard mô tả khoa học đầu tiên năm 1853.

## Hình ảnh

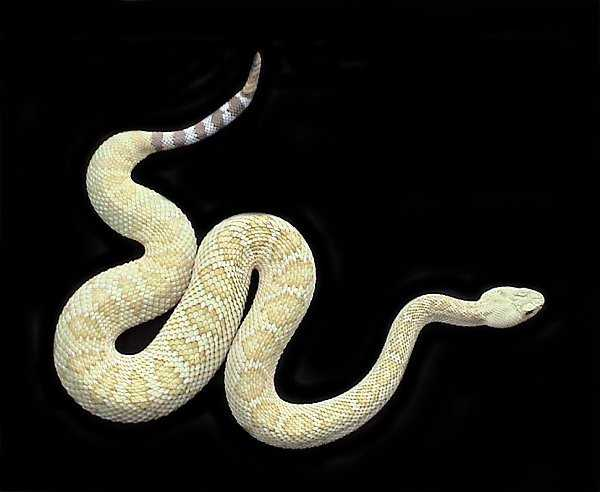
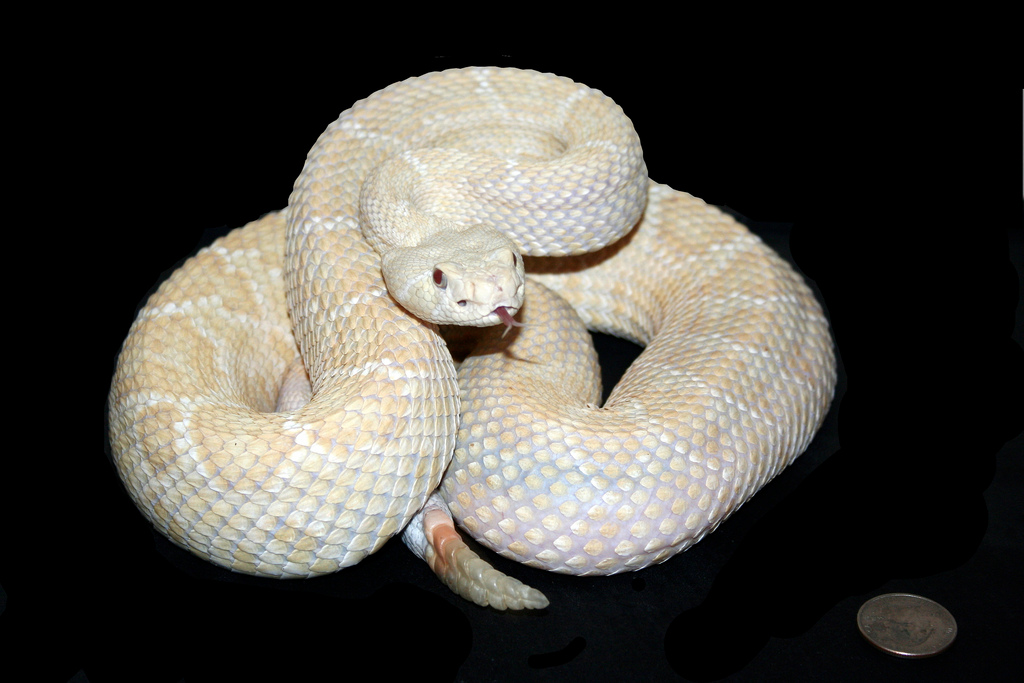
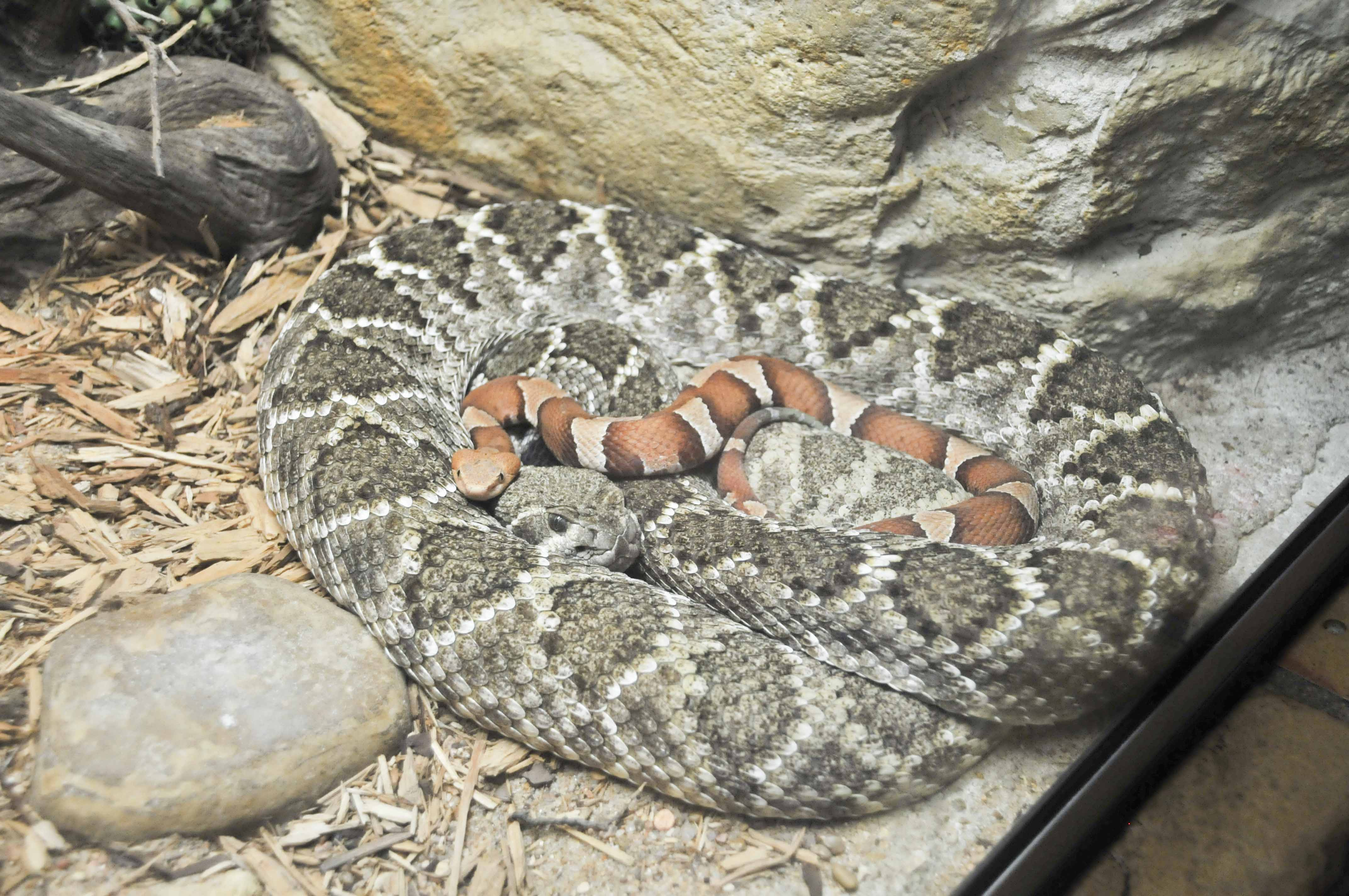